# Nephele didyma
Nephele didyma är en fjärilsart som beskrevs av Guénée 1865. Nephele didyma ingår i släktet Nephele och familjen svärmare. Inga underarter finns listade i Catalogue of Life.